# 郑家村 (章丘市)
郑家村,中华人民共和国山东省济南市章丘市水寨镇所辖的一个行政村。总人口892，其中男性464人，女性428人；农业户口886人，非农业人口6人；18岁以下人口234人，18-35岁人口203人，35-60岁人口346人，60岁以上人口109人（2006年）。耕地面积55公顷（2006年）。行政区划代码370181106231。